# 祇園駅 (広島県)
祇園駅（ぎおんえき）は、かつて広島県安佐郡祇園町（現在の広島市安佐南区祇園）にあった、鉄道省可部線の駅。1943年（昭和18年）10月1日に営業休止となった。

## 歴史
現在の可部線の原点となる大日本軌道広島支社線の開業時に、その終点として安神社の裏手に設置された。
- 1909年（明治42年）12月19日 [1]- 大日本軌道広島支社線横川停留場 - 祇園祇園停留場間開業とともに、同線の終着駅として設置。軌間762mm非電化。
- 1910年（明治43年）11月19日 - 祇園停留場 - 古市橋駅間が延伸開業、途中駅となる。
- 1919年（大正8年）3月11日 - 可部軌道へ譲渡、同社の停留場となる。
- 1926年（大正15年）5月1日 - 広島電気に合併、同社の停留場となる。
- 1928年（昭和3年）11月9日 - 当駅を含む横川停留場 - 古市橋駅間が1067mmに改軌、あわせて直流600V電化。
- 1931年（昭和6年）7月1日 - 広浜鉄道へ譲渡、同社の停留場となる。
- 1936年（昭和11年）9月1日 - 国有化により可部線の駅となる。
- 1943年（昭和18年）10月1日 - 他のいくつかの駅とともに休止[2]。